# کلیسای سانتا ماریا دل‌آمریگالیو
کلیسای سانتا ماریا دل‌آمریگالیو (ایتالیایی: Santa Maria dell'Ammiraglio) که مارتورانا نیز نامیده می‌شود، مقر کلیسای سن نیکولو دی گرسی (آلبانیایی: Klisha e Shën Kollit së Arbëreshëvet) است. این کلیسا مشرف به میدان بلینی در پالرمو، سیسیل، جنوب ایتالیا قرار دارد.
این کلیسا یک کلیسای جامع است که که به یک اسقف‌نشین شامل جوامع ایتالیایی-آلبانیایی (Arbëreshë) در سیسیل تعلق دارد و بر اساس آیین بیزانسی مراسم عبادت برپا می‌کند. زبان یونانی باستان و زبان آلبانیایی در این مکان رایج است. کلیسا شاهد فرهنگ مذهبی و هنری شرقی است که امروزه در ایتالیا هنوز وجود دارد و بیشتر توسط تبعیدیان آلبانیایی که از قرن پانزدهم تحت فشار تُرک‌ها به جنوب ایتالیا و سیسیل پناه بردند، حیات یافته. آزار و اذیت عثمانی در آلبانی و بالکان تأثیر قابل توجهی در نقاشی نمادها، در آیین مذهبی به زبان محلی و در آداب و رسوم سنتی آلبانیایی‌های استان پالرمو به جا گذاشته‌است. این جامعه بخشی از کلیسای کاتولیک هستند، اما از سنت‌های آیینی و معنوی پیروی می‌کنند که عمدتاً در کلیسای ارتدکس شرقی رواج دارد.
ویژگی بنای این کلیسا تعدد سبک‌هایی است که با یکدیگر تلفیق شده، زیرا با گذشت قرن‌ها، سلایق مختلف هنری، معماری و فرهنگی گوناگون این مکان را غنی‌تر کرده‌اند. امروزه، بنای کلیسای سانتا ماریا دل‌آمریگالیو به عنوان یک بنای تاریخی-مذهبی در معرض حفاظت است.

## معماری

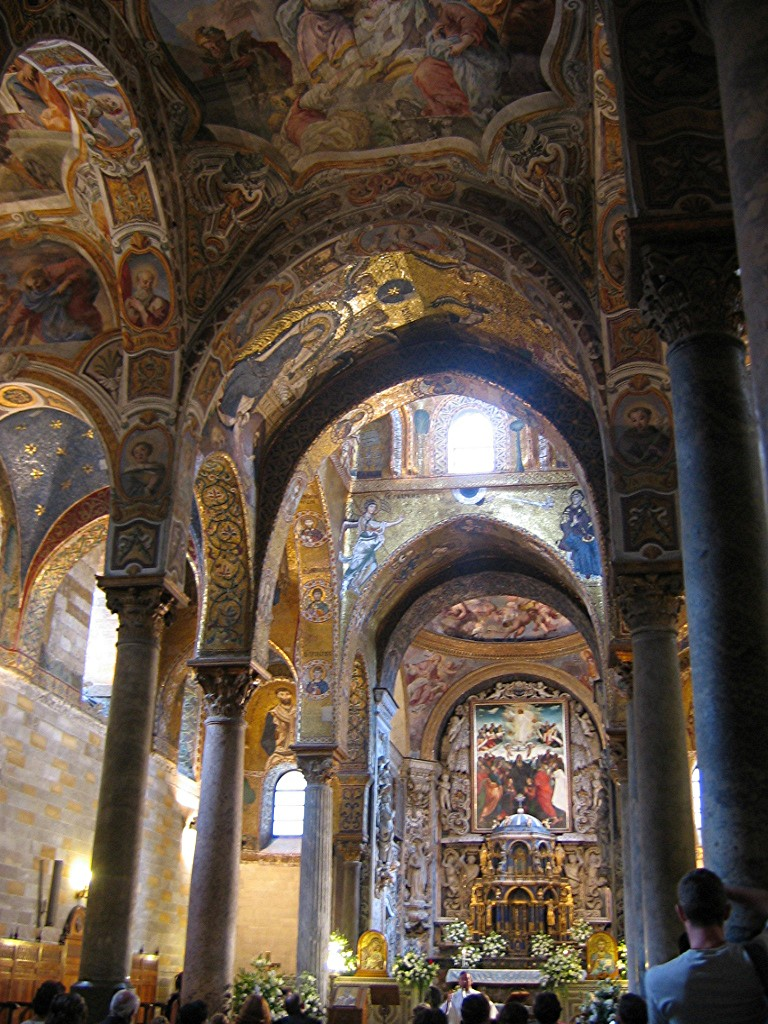
فضای داخلی کلیسا

کلیسای اصلی به شکل یک صلیب فشرده مربعی ("پلان صلیبی یونانی") ساخته شده‌است؛ که یک سبک رایج در کلیساهای بیزانسی دوره میانه بوده‌است. در قرن اول بنای اولیه کلیسا در سه مرحله مجزا گسترش یافت. ابتدا از طریق افزودن یک طاق برای نگهداری مقبره‌های جورج انطاکیه و همسرش. بعدی از طریق افزودن صحن. و در نهایت از طریق ساخت یک برج ناقوس با تراز مرکزی در غرب. برج ناقوس که با سه ردیف طاق و لژ با پنجره‌های جرزدار تزئین شده‌است، هنوز به عنوان ورودی اصلی کلیسا عمل می‌کند. از دیگر افزوده‌های مهم بعدی به کلیسا نمای باروک است که امروزه رو به میدان قرار گرفته. در اواخر قرن نوزدهم، مرمت‌گرانی که دارای تفکر تاریخی بودند، تلاش کردند تا کلیسا را به حالت اولیه خود برگردانند، اگرچه بسیاری از عناصر تغییرات باروک باقی مانده‌است.
برخی از عناصر کلیسای اصلی، به ویژه تزئینات بیرونی آن، تأثیر معماری اسلامی را بر فرهنگ نورمن سیسیل نشان می‌دهد. خط دیواری که دارای کتیبه وقفی است در امتداد بالای دیوارهای بیرونی قرار دارد. اگرچه متن آن به زبان یونانی است، اما شکل معماری آن به معماری اسلامی شمال آفریقا شباهت دارد. طاقچه‌های فرورفته روی دیوارهای بیرونی نیز برگرفته از سنت معماری اسلامی هستند. درون کلیسا، یک سری تیرهای چوبی در پایه گنبد دارای کتیبه‌ای به زبان عربی است. متن آن از دعای مذهبی مسیحی (سرود اپینیکیوس و دکسولوژی بزرگ) گرفته شده‌است. این کلیسا همچنین دارای یک جفت درهای چوبی حکاکی شده‌است که امروزه در نمای جنوبی الحاقیه غربی نصب شده‌اند که به شدت به سنت‌های هنری فاطمیان شمال آفریقا مرتبط هستند. با توجه به این عناصر «عربی»، مارتورانا با هم عصر پالرمیتی خود، کلیسای پالاتینا، مقایسه شده‌است که ترکیبی مشابه از معماری بیزانسی و اسلامی را به نمایش می‌گذارد.

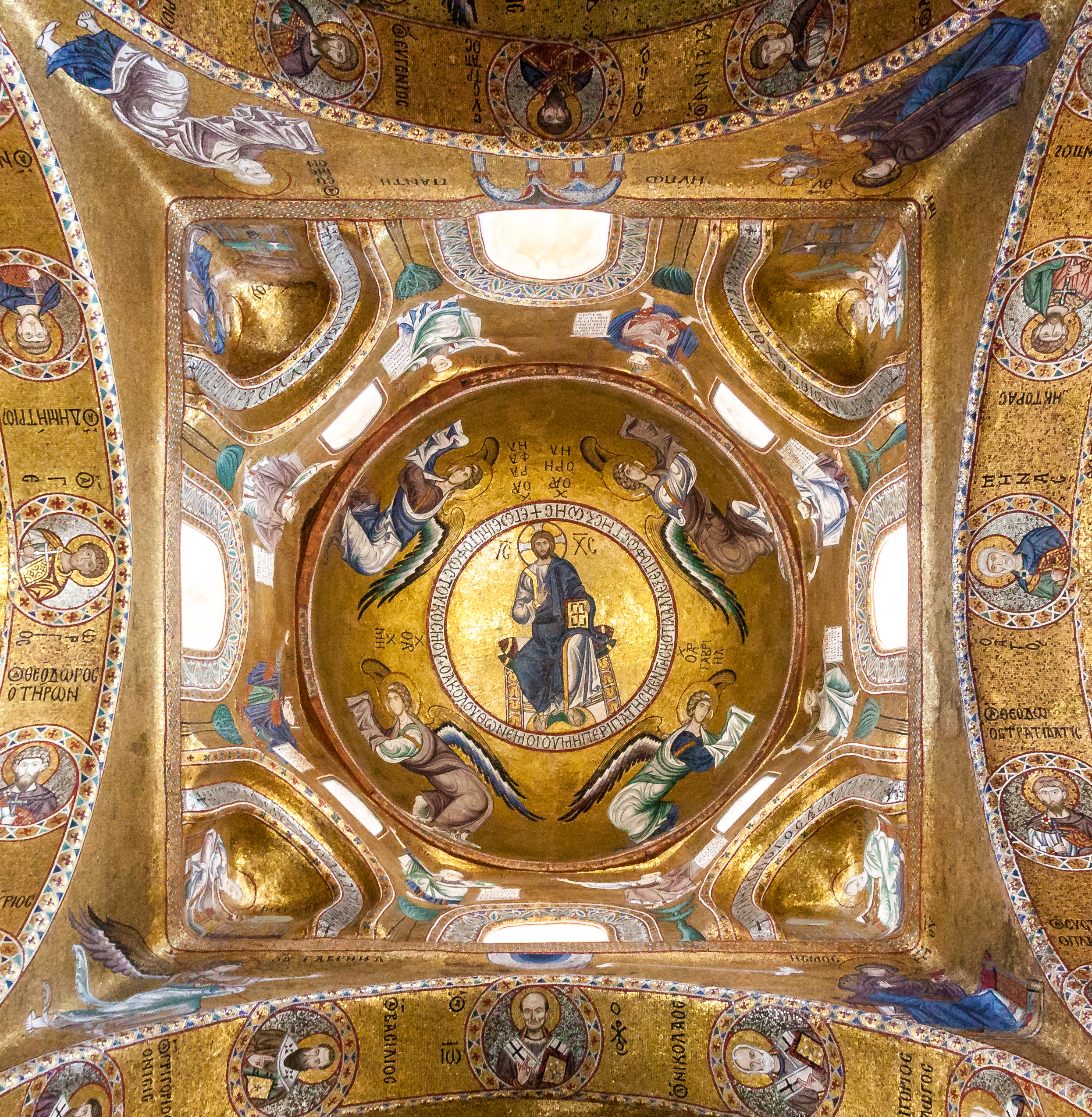
موزاییک مسیح در گنبد
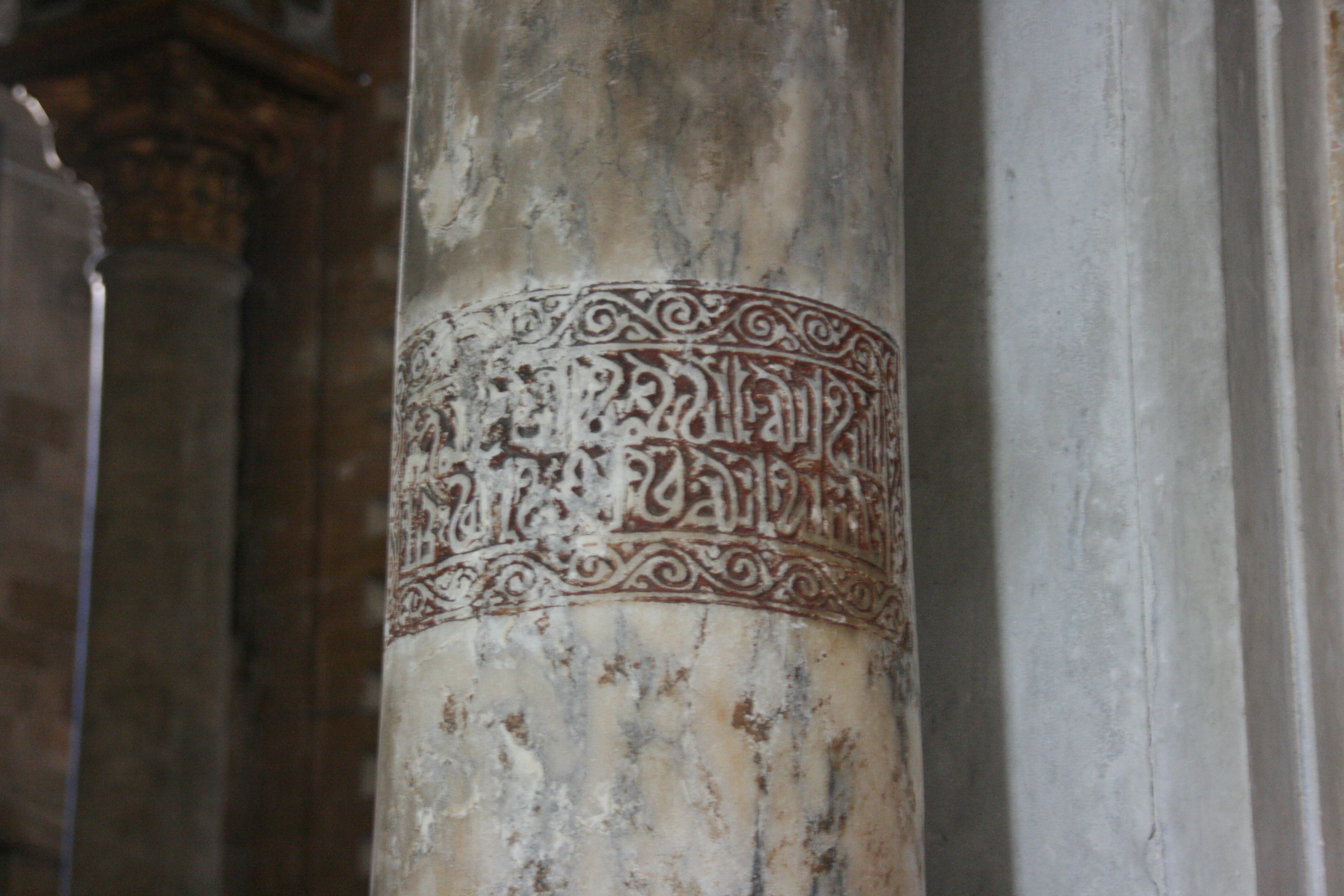
کتیبه عربی